# Danjeokbiyeonsu
The Legend of Gingko (hangul : 단적비연수 ; RR : Danjeokbiyeonsu) és una pel·lícula d'aventures de Corea del Sud dirigida per Park Je-Hyun, estrenada el 2000.

## Argument
Enmig d'una guerra ètnica, Bee, encara un adolescent lluita entre l'amor i la mort, ja que la reina el vol sacrificar al Volcà.

## Repartiment
| Nom          | Paper       |
| ------------ | ----------- |
| Kim Suk-hoon | ------ Dahn |
| Sol Kyung-gu | ------ Juk  |
| Choi Jin-sil | ------ Bee  |
| Yunjin Kim   | ------ Yeon |
| Lee Mi-sook  | ------ Su   |
| Jung Da-bin  |             |